# Saint-Étienne-de-Lugdarès
 Saint-Étienne-de-Lugdarès  là một xã ở tỉnh Ardèche, vùng Rhône-Alpes ở đông nam nước Pháp.